# Conducto cístico
En anatomía humana, el conducto cístico es una porción de la vía biliar. Parte de la vesícula biliar y se une al conducto hepático común procedente del hígado para formar el conducto colédoco por el que la bilis pasa al duodeno tras atravesar el esfínter de Oddi.

## Descripción
El conducto cístico puede considerarse el conducto excretor de la vesícula biliar por la que esta elimina la bilis que almacena. Tiene una longitud de entre 2 y 3 centímetros y alrededor de 3 mm de diámetro. Posee un esfínter situado en la capa muscular de la pared que se denomina esfínter de Lutkens, contiene además un conjunto de pliegues irregulares situados en la mucosa conocidos como válvulas de Heister. La pared del conducto está formada por tres capas: mucosa, fibromuscular y serosa. En sus proximidades se encuentra la arteria cística rama de la arteria hepática derecha y un ganglio linfático de presencia constante que se llama ganglio cístico. El conducto cístico puede presentar diferentes variaciones anatómicas, incluyendo su duplicidad o ausencia.